# Flammennebel
Der Flammennebel (auch als Flammender Baum oder NGC 2024 bezeichnet) ist ein Emissionsnebel im Sternbild Orion. Der Flammennebel ist Teil des Orion-Komplexes, einem Sternentstehungsgebiet, zu dem unter anderem auch IC 434 mit dem Pferdekopfnebel und der Orion-Nebel gehören.
Der Flammennebel wurde am 1. Januar 1786 von Friedrich Wilhelm Herschel entdeckt.

## Morphologie
Die scheinbare Ausdehnung des Flammennebels beträgt 30,0' × 30,0' und seine Entfernung wird auf etwa 1500 Lichtjahre geschätzt. Von der Erde aus gesehen liegt der Flammennebel unmittelbar östlich des hellen Sternes Alnitak (Zeta Orionis); dabei handelt es sich jedoch nur um eine scheinbare Nähe, denn letzterer liegt nur etwa halb so weit von der Erde entfernt und es besteht kein Zusammenhang zwischen den beiden Objekten.
Infrarot-Untersuchungen des Nebels haben einen dichten und sehr jungen Sternhaufen im Zentralgebiet des Flammennebels gezeigt, der im sichtbaren Licht von Staubwolken verdeckt wird. Das Alter des Sternhaufens wird auf weniger als eine Million Jahre geschätzt; viele seiner Sterne sind von Akkretionsscheiben umgeben. Einer dieser Sterne mit der Bezeichnung IRS2b wurde auch als vermutliche Ionisationsquelle des Nebels identifiziert.

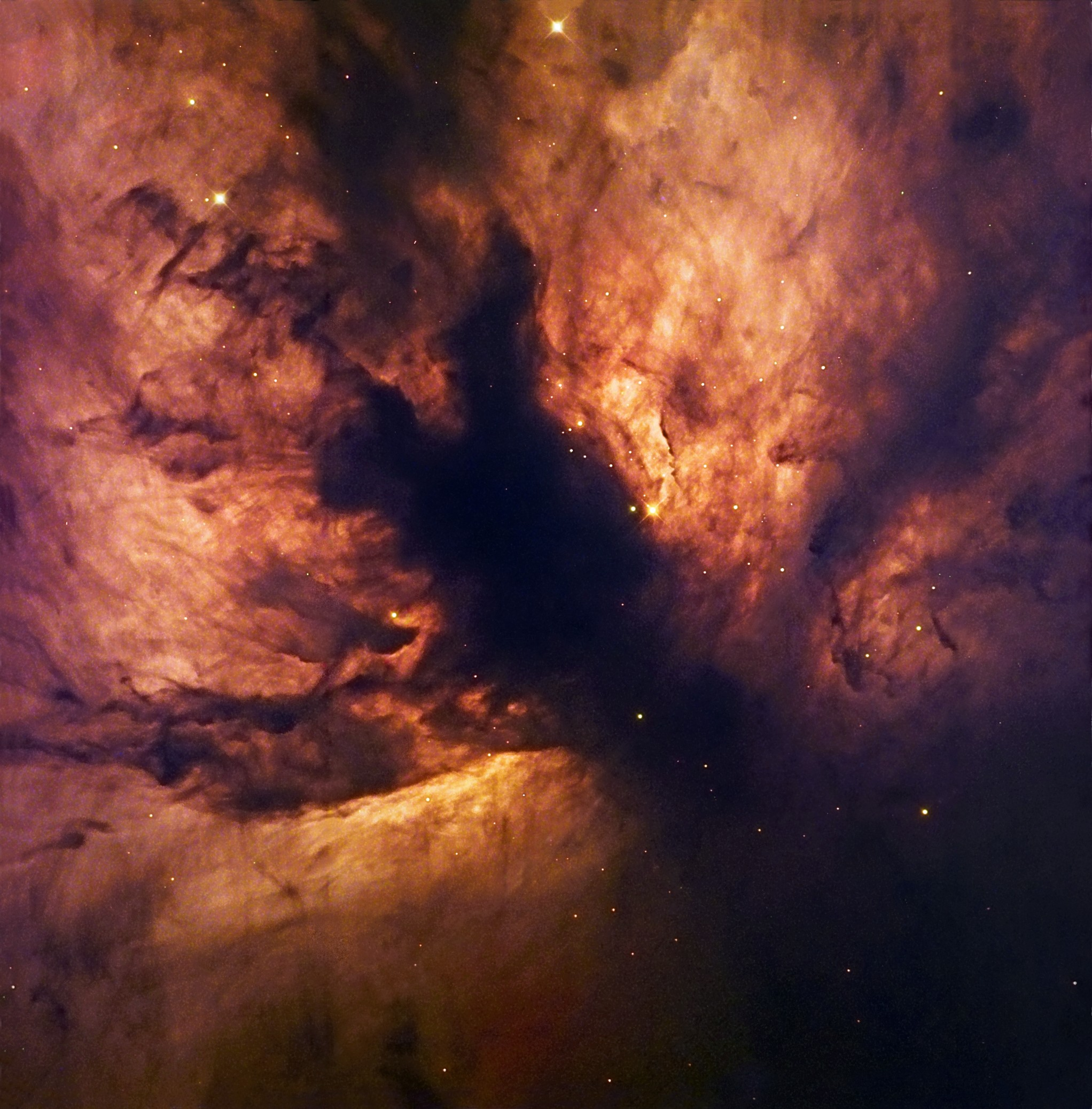
Aufnahme des Zentrums im sichtbaren Spektralbereich mit einem 1,5-m-Teleskop des La-Silla-Observatoriums. Das flammenartige, rötliche Erscheinungsbild entstehen durch eine Hα-Emission, die von einer Staubwolke strukturiert wird.
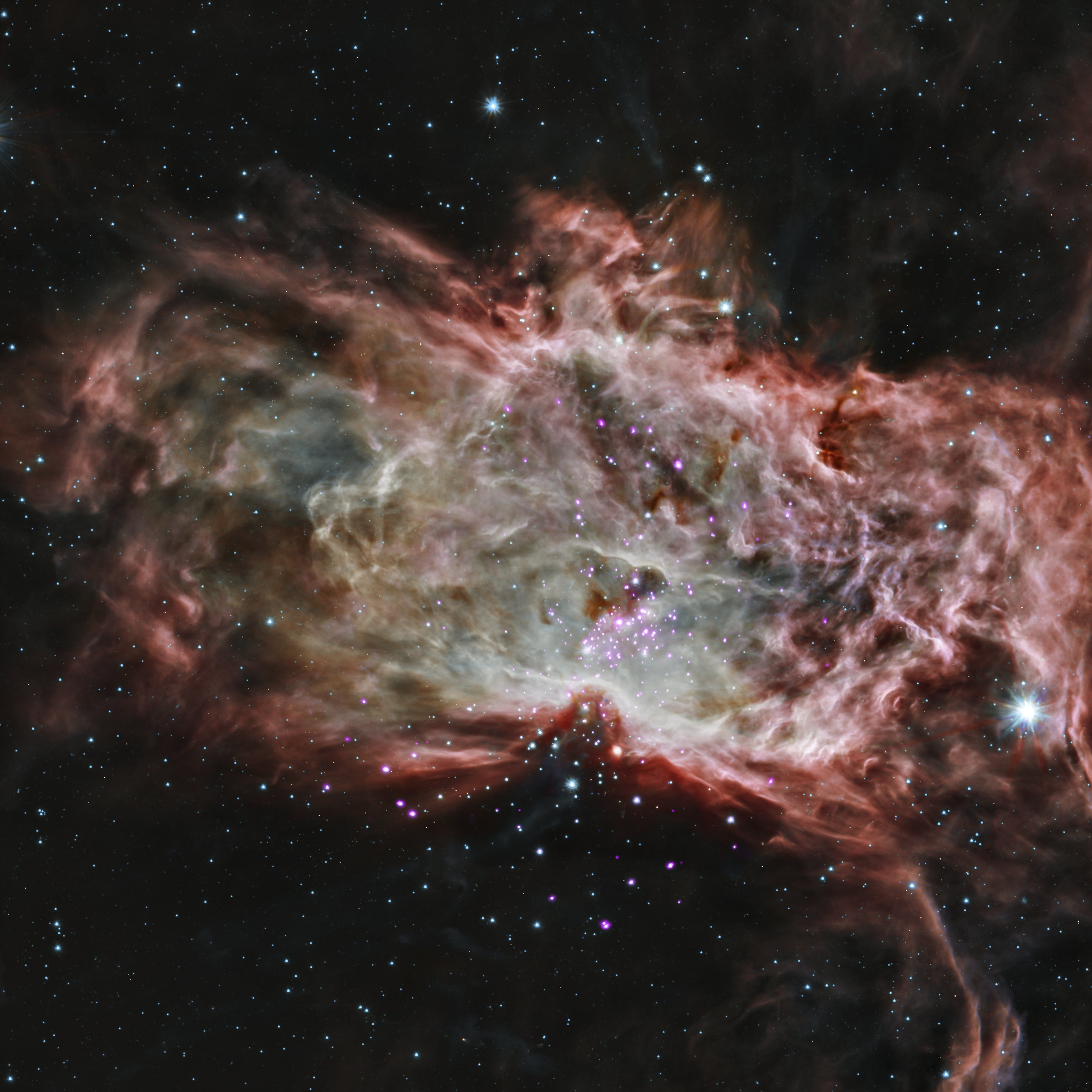
Überlagerung von Aufnahmen der Röntgenstrahlung und Aufnahmen der Infrarotstrahlung. Aufgenommen mit dem Chandra-Weltraumteleskop und dem Spitzer-Weltraumteleskop.